# Катарина од Аустрије, краљица Пољске
Катарина од Аустрије (Пољски: Katarzyna Habsburżanka; Литвански: Kotryna Habsburgaitė; 15. септембар 1533 — 28. фебруар 1572) је била једно од петнаесторо деце Фердинанда I, цара Светог римског царства и царице Ане од Чешке и Угарске. Године 1553. удала се за пољског краља Жигмунда II Августа и постала краљице Пољске и велика војвоткиња Литваније. Њихов брак није био срећан и нису имали заједничке деце. После вероватног побачаја 1554. године, и напада болести 1558. године, краљ Сигисмунд II се све више удаљавао. Покушао је, али није успео да добије развод од папе. Краљица Катарина се 1565. године, вратила у Аустрију и живела је у Линцу до своје смрти. Краљ Сигисмунд II је умро само неколико месеци после ње, његовом смрћу угасила се мушка лоза династије Јагелона. Династија ће се наставити, строго говорећи, још једну владавину - сестре краља Сигисмунда II Августа, Ане Јагелон, која је крунисана мушком титулом краљ Пољске.

## Младост и војвоткиња од Мантове
Катарина је била једно од петнаесторо деце Фердинанда I, цара Светог римског царства, и царице Ане од Чешке и Угарске. Већи део детињства провела је у Хофбургу у Инзбруку и стекла је образовање засновано на дисциплини и религији, учећи италијански и латински језик. Дана 17. марта 1543. године, Катарина је била верена за Франческа III Гонзагу, војводу од Мантове и маркиза од Монферата, што је одражавало жељу њеног оца да ојача утицај Хабзбурга против Француске у северној Италији, посебно Милану. Надвојвоткиња Катарина и маркиз Франческо III су тада имали 9 и 10 година, па је венчање обављено шест година касније, 22. октобра 1549. године. У октобру 1549. године, надвојвоткињу Катарину је са миразом од 100.000 рајнских флорина пратио њен старији брат Фердинанд II, надвојвода Аустрије од Инзбрука до Мантове. Брак је трајао само четири месеца пошто се маркиз Франческо III утопио у језеру Комо 21. фебруара 1550. године, а удовица маркиза Катарина вратила се кући у Инзбрук. Да би побољшали Катаринине шансе за бољи други брак, Хабзбурзи су тврдили да брак није конзумиран.

## Краљица Пољске

### Венчање
У мају 1551. године, након смрти своје друге скандалозне жене Барбаре Радзивил, краљ Сигисмунд II Август је остао удовац. Цар Фердинанд i је настојао да склопи брак између маркизе Катарине и краља Жигимунда II како би створио прохабзбуршку групу на пољском двору. Нарочито је желео да спречи пољску помоћ Жигмундовој сестри Изабели Јагелон и њеном сину Јовану Сигисмунду Запољи у споровима око наслеђа Угарске краљевине. И маркиза Катарина и краљ Сигисмунд II лично су се противили браку. Маркиза Катарина је окривила краља Сигисмунда II за малтретирање и изазивање ране смрти њене старије сестре и његове прве жене краљице Елизабете од Аустрије. Краљ Сигисмунд II се плашио да ће маркиза Катарина бити слично непривлачна и слабог здравља као и краљица Елизабета Хабзбург. Међутим, Хабзбурзи су запретили стварањем антипољског савеза са Руским царством.
Почетком 1553. године, Миколај „Црни“ Радзивил је отпутовао на двор Фердинанда I, цара Светог римског царства, у покушају да убеди цара Фердинанда I да прекине помоћ цару Ивану IV Грозном. Миколај Радзивил је имао додатна наређења да путује како би истражио могућности брака са Мехтхилдом од Баварске или једном од ћерки Ерколеа II д'Естеа, војводе од Фераре. Међутим, цар Фердинанд I је убедио Миколаја Радзивила да је брак између маркизе Катарине и краља Жигимунда II најбоља опција. Миколај Радзивил је писао одушевљена писма краљу Жигимунду II, који је убрзо попустио и дао пристанак 10. априла 1553. године. Папско одобрење (они су били блиски рођаци) примљено је 20. маја, а уговор о венчању потписан је 23. јуна. Истог дана обављено је венчање преко посредника. Право венчање је одложено због Жигимундовог лошег здравља од 1. јула до 30. јула. Прослава је трајала 10 дана. Катаринин мираз био је 100.000 флорина, као и 500 грзивна сребра, 48 скупих хаљина и око 800 драгуља.

### Живот са краљем Жигимундом II
Краљица Катарина је говорила италијански и стога је могла да комуницира са краљицом мајком Боном Сфорцом и њеном породицом. Била је амбициозна и покушала је да стекне политички утицај на пољском двору што је изазвало Жигмундов гнев. Барем је у почетку покушао да поступи како треба према својој жени – требао му је наследник и био је акутно свестан критике његовог третмана према његовој првој жени краљици Елизабети Аустријској. У фебруару 1554. године, краљевски пар се први пут раздвојио. Краљица Катарина Хабзбург је била у Парчеву, док је краљ Жигимунд II присуствовао општем сејму у Лублину. Према речима краљевског секретара Михала Трзебуховског, краљица је била веома узнемирена због раздвајања и стално је плакала. Када је краљ Жигмунд II Јагелон посетио своју жену 9–10. априла, краљица Катарина Хабзбург Јагелон га је обавестила да је трудна. Крајем априла, краљевски пар је отпутовао у Литванију и 25. маја стигао у Вилњус где је краљица Катарина Јагелон уз кратке паузе живела девет година. Нејасно је да ли је дошло до побачај, лажне трудноће или интрига, али у октобру 1554. године, није дошло до порођаја.
Релативно нормалан, иако донекле удаљен, брак се наставио још неколико година. Изгледа да је краљица Катарина пратила свог мужа на генерални сејм у пролеће 1555. године, и на венчање преко посредника принцезе Софије Јагелон и Хенрика V, војводе од Брунсвик-Лунебурга у јануару 1556. године. Такође је наставила да посредује између свог мужа и оца, водила је честу преписку са Албрехтом, војводом од Пруске, и била је позната по генерално повољним ставовима о протестантизму. Катаринин мираз платио је њен отац крајем 1555. или почетком 1556. године, а 19. јануара 1556. године, добила је градове Вислицу, Жарнов, Радом, Нови Корчин, Козјенице, Хенћин и Радошице.
У пролеће 1556. године, краљица мајка Бона Сфорца вратила се у своју родну Италију, а њене две још неудате ћерке, принцеза Ана Јагелон и принцеза Катарина Јагелон, преселиле су се у Вилњус. Изгледа да су се три жене зближиле. У лето 1558. године, краљевска породица се вратила у Пољску. У октобру се краљица Катарина тешко разболела, али је узрок болести непознат јер није дозвољавала пољским лекарима да јој приђу. Када је њен отац послао неколико аустријских лекара, они су пријавили само високу температуру и језу. Она се донекле опоравила тек у пролеће 1559. године, али је њен опоравак прекинут честим путовањима у лето 1559. године, како би избегла избијање куге. Краљица Катарина се вратила у Вилњус тек почетком 1560. године, и поново се разболела. Краљ Жигимунд II Август је био уверен да је у питању епилепсија, иста болест која је мучила његову прву жену и Катаринину сестру. Супружници су се веома удаљили.

### Пропали брак
У октобру 1562. године, на венчању принцезе Катарине Јагелон и војводе Јована Финског, пар се последњи пут видео. Краљица Катарина је живела у Виљусу и Гродни пре него што је послата у Радом априла 1563. године, 40-годишњи краљ Жигмунд II Август Јагелон је тражио поништење брака јер је желео да се ожени четврти пут и обезбеди мушког наследника. У јануару 1565. године, краљ Жигмунд II се жалио папском нунцију Ђованију Франческу Комендонеу да је брак са краљицом Катарином грешан јер је била сестра његове прве жене, да је мрзела Пољску, да је изазвала побачај 1554. године, и да му је његова жена физички непривлачна, због њене епилепсије. Због хабзбуршког утицаја, папа Пије IV није дозволио развод.
У јулу 1564. године, умире Фердинанд I, цар Светог римског царства, а наследио га је син цар Максимилијан II. Нови цар је послао своје дипломате Андреаса Дудита и Вилхелма фон Курцбаха да покушају да помире пар, или ако то не успе, да убеде краља Жигмунда II да јој дозволи да напусти Пољску. О плану да краљица Катарина оде расправљало се у мају 1565. године. У почетку је краљ Жигмунд II одбио, плашећи се да ће то само повећати антипољско расположење на хабзбуршком двору, али се касније предомислио јер је веровао да ће Катаринин одлазак олакшати добијање развод. Крајем 1565. године, отишла је у Вјелуњ, али су се пољски племићи умешали и њен одлазак у Беч је одложен до 8. октобра 1566. године. У писму Албрехту, војводи од Пруске, дан пре свог одласка, краљица Катарина је изразила решеност да се једног дана врати у Пољску.
Краљица Катарина није наишла на топлу добродошлицу у Бечу јер је била окривљена за неуспели брак. Цар Максимилијан II је продужио њен боравак и желео је да се лично састане са краљем Жигмундом II како би разговарали о том питању, али је он одбио. У марту 1567. године, Андреас Дудит је пренео да је краљ Жигмунд категорички одбио да живи са краљицом Катарином (наводно је једном рекао да би радо постао монах ако би то значило да се отараси краљице Катарине) и да се неће бунити ако краљица Катарина остане у Аустрији. Краљ Жигимунд II није желео да прецизира где би краљица Катарина требало да живи ако се врати у Пољску и не би доделио новац за њен двор, што је заправо спречава да се врати. У јуну 1567. године, краљица Катарина се озбиљно разболела од онога што су лекари назвали меланхолијом. Након опоравка, у октобру се преселила у Линц да би проживела преосталих пет година свог живота.
Краљица Катарина је умрла 28. фебруара 1572. године и сахрањена је у капели замка. Када је Рудолф II, цар Светог римског царства, наредио реконструкцију замка, њено тело је 22. септембра 1599. године, пребачено у манастир Светог Флоријана. Сахрана је организована тек 22. септембра 1614. године, за време владавине цара Матије. Тренутни саркофаг изграђен је 1781. године.